# 선스트로크 프로젝트

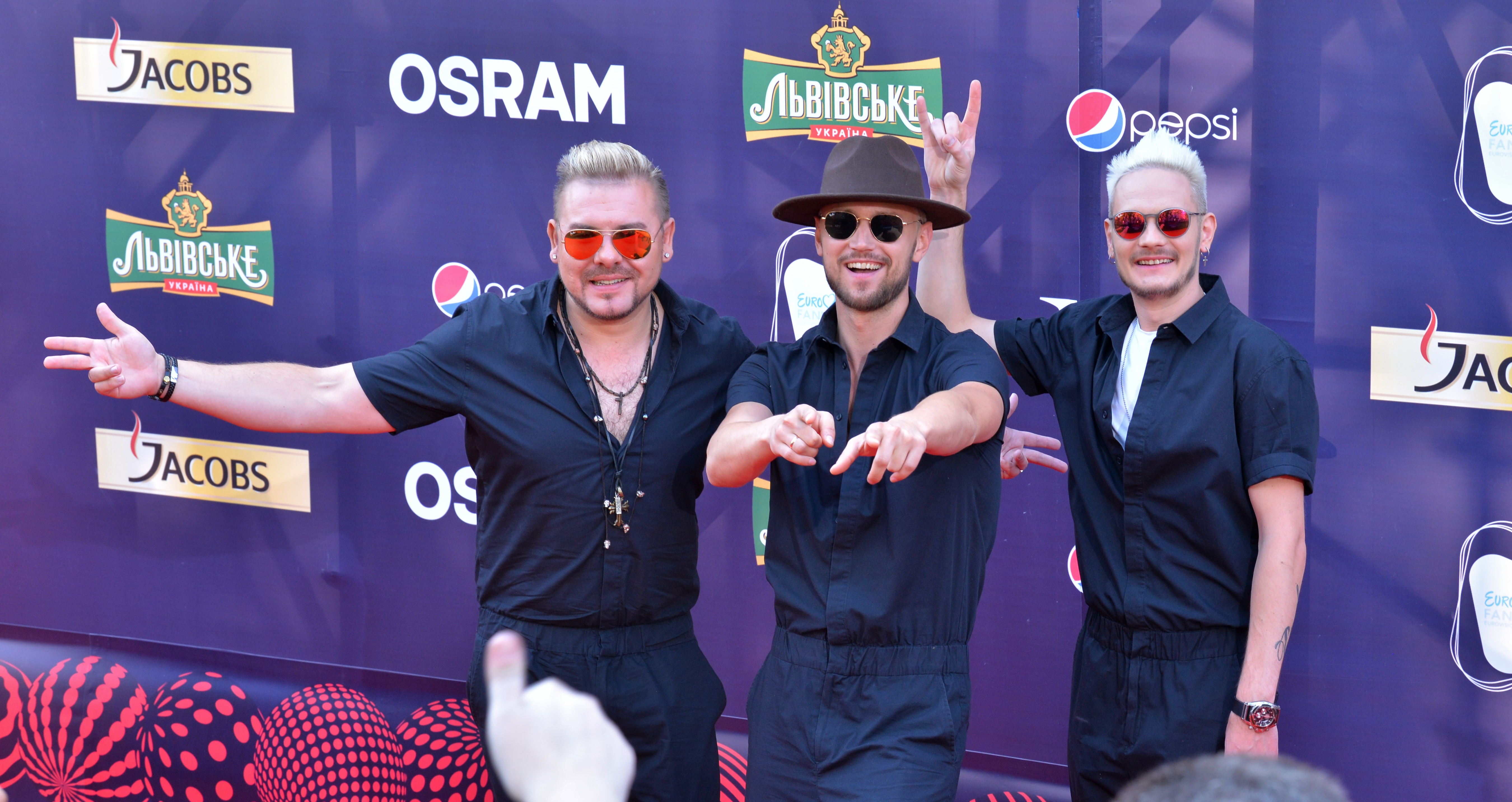
유로비전 2017의 레드카펫 시상식에서의 선스트로크 프로젝트. 왼쪽에서 오른쪽으로 세르게이 스테파노프, 세르게이 얄로비츠키, 안톤 라고자.

선스트로크 프로젝트(SunStroke Project)는 세르게이 얄로비츠키(보컬, 작곡), 세르게이 스테파노프(색소폰 연주자)로 구성된 몰도바의 뮤지컬 듀오이다. 올리아 티라와 함께 몰도바를 대표하여 유로비전 송 콘테스트 2010에 참가하고, 이후 유로비전 송 콘테스트 2017에 참가하면서 명성을 얻었다. 이 듀오는 원래 트리오로 구성되었으며 현 구성원에 안톤 라고자가 포함되었었다. 이 그룹의 이름은 라고자가 세르게이 스테파노프와 함께 군대에서 일하는 중에 선정한 것으로, 훈련을 받던 중 열사병의 영향을 받는 사고가 있었고 열사병의 영단어 heat stroke에서 착안한 것이다.
2017년 2월 25일, 선스트로크 프로젝트는 유로비전 송 콘테스트 2017에 몰도바를 대표하였으며 선정된 노래는 Hey, Mamma!이다. 5월 9일 파이널에서 3위를 차지했다.
2019년, 안톤 라고자는 그룹의 활동을 중단했다. 선스트로크 프로젝트는 듀오로 활동을 계속해나가고 있다. 듀오로서의 첫 싱글 Boomerang은 2019년 4월 발매되었다.